# Шаров, Александр Павлович
Алекса́ндр Па́влович Шаров (род. 23 июня 1995, Челябинск) — российский хоккеист, нападающий клуба «Адмирал», выступающего в КХЛ. Мастер спорта России (2025).

## Карьера
Воспитанник хоккейной школы имени С. Макарова и СДЮСШОР «Трактор». В хоккей Шарова привёл отец в семилетнем возрасте.
С 2012 по 2015 год выступал за «Белых медведей», в МХЛ провёл 170 матчей и забросил 56 шайб. В составе «Челмета» в ВХЛ сыграл два матча в сезоне 2014/15, провёл полный сезон 2015/16 и одну игру в сезоне 2016/17. В КХЛ дебютировал 27 ноября 2015 года в матче против «Витязя». В первом сезоне провёл 25 матчей в регулярном чемпионате, забив 3 гола.

## Личная жизнь
В 2016 году окончил факультет экономики УралГУФКа.